# Nikołaj Sliczenko
Nikołaj Aleksiejewicz Sliczenko (ros. Николай Алексеевич Сличенко; ur. 27 grudnia 1934 w Biełgorodzie, zm. 2 lipca 2021) – rosyjski piosenkarz, aktor, dyrektor Teatru Romskiego w Moskwie. Jedyny Rom z tytułem Ludowego Artysty ZSRR.

## Życiorys
Urodził się w 1934 roku w Biełgorodzie w rodzinie romskiej. W czasie II wojny światowej stracił wielu krewnych. Po zakończeniu wojny wraz z rodziną osiedlił się w obwodzie woroneskim. W 1951 roku został przyjęty do Teatru Romskiego w Moskwie; później wielokrotnie występował w tym teatrze. Uczęszczał do Rosyjskiego Uniwersytetu Sztuki Teatralnej. W 1977 roku objął stanowisko dyrektora Teatru Romskiego w Moskwie. Otrzymał tytuł Ludowego Artysty ZSRR; został także odznaczony między innymi: Orderem Honoru, Orderem Przyjaźni, Orderem Przyjaźni Narodów i Orderem „Za zasługi dla Ojczyzny”. W 1987 został laureatem Nagrody Państwowej ZSRR.